# Battaglia di Ramillies
La battaglia di Ramillies (/ˈræmɪliːz/), combattuta il 23 maggio 1706, fu una battaglia della guerra di successione spagnola. Per la Grande Alleanza – Austria, Inghilterra e Repubblica delle Sette Province Unite – la battaglia fu il seguito di una campagna inconcludente contro le armate borboniche del re Luigi XIV di Francia nel 1705. Sebbene gli Alleati avessero catturato Barcellona quell'anno, erano stati costretti ad abbandonare la campagna sulla Mosella, si erano arenati nei Paesi Bassi spagnoli e avevano subito delle sconfitte in Italia settentrionale. Tuttavia, nonostante le battute d'arresto dei suoi avversari, Luigi XIV voleva la pace, ma a condizioni ragionevoli. Per questo motivo, e per mantenere lo slancio, i francesi e i loro alleati passarono all'offensiva nel 1706.
La campagna iniziò bene per i generali di Luigi XIV: in Italia il maresciallo Vendôme sconfisse gli austriaci nella battaglia di Calcinato in aprile, mentre in Alsazia il maresciallo Villars costrinse il margravio di Baden a tornare oltre il Reno. Incoraggiato da questi primi successi, Luigi XIV esortò il maresciallo Villeroi a passare all'offensiva nei Paesi Bassi spagnoli e, con la vittoria, ottenere una pace «equa». Di conseguenza, il maresciallo francese partì da Lovanio (Louvain) alla testa di 60 000 uomini e marciò verso Tienen (Tirlemont), come se volesse minacciare Zoutleeuw (Léau). Anche il Duca di Marlborough, comandante in capo delle forze anglo-olandesi, decise di combattere una battaglia importante, radunò il suo esercito – circa 62 000 uomini – vicino a Maastricht e marciò oltre Zoutleeuw. Entrambi gli schieramenti, in cerca di battaglia, si incontrarono presto sul terreno asciutto tra i fiumi Mehaigne e Petite Gette, vicino al piccolo villaggio di Ramillies.
In meno di quattro ore le forze olandesi, inglesi e danesi di Marlborough sopraffecero l'esercito franco-spagnolo-bavarese di Villeroi e Massimiliano Emanuele. Le accorte mosse e i cambiamenti di direzione del Duca durante la battaglia – di cui i suoi avversari non si resero conto fino a quando non fu troppo tardi – colsero i francesi in una morsa tattica. Con il nemico in rotta, gli Alleati poterono sfruttare appieno la loro vittoria. Caddero città dopo città, tra cui Bruxelles, Bruges e Anversa; alla fine della campagna l'esercito di Villeroi era stato cacciato dalla maggior parte dei Paesi Bassi spagnoli. Con il successivo successo del principe Eugenio nell'assedio di Torino, in Italia settentrionale, gli Alleati avevano imposto la più grande perdita di territorio e di risorse che Luigi XIV avrebbe subito durante la guerra. Il 1706 si rivelò quindi, per gli Alleati, un annus mirabilis.

## Contesto

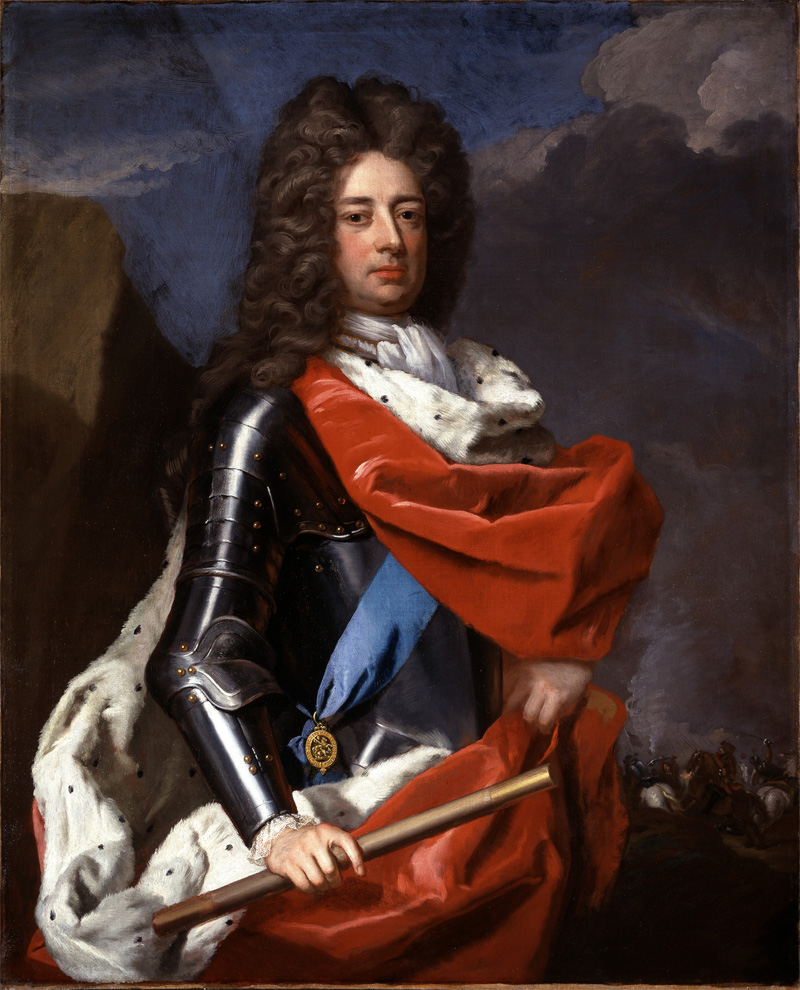
John Churchill, I duca di Marlborough, Capitano Generale delle forze inglesi (Godfrey Kneller, 1702)

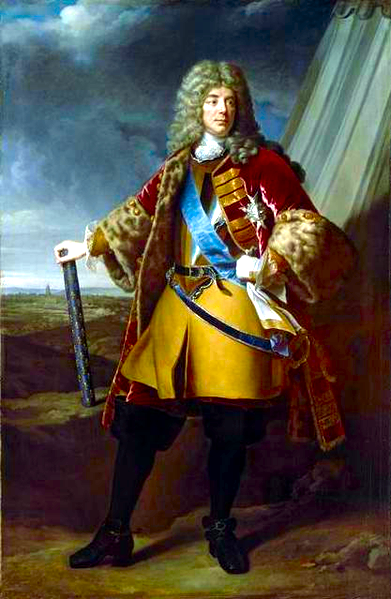
François de Neufville, duc de Villeroi, Maresciallo di Francia (Alexandre-François Caminade, 1834-1837 circa)

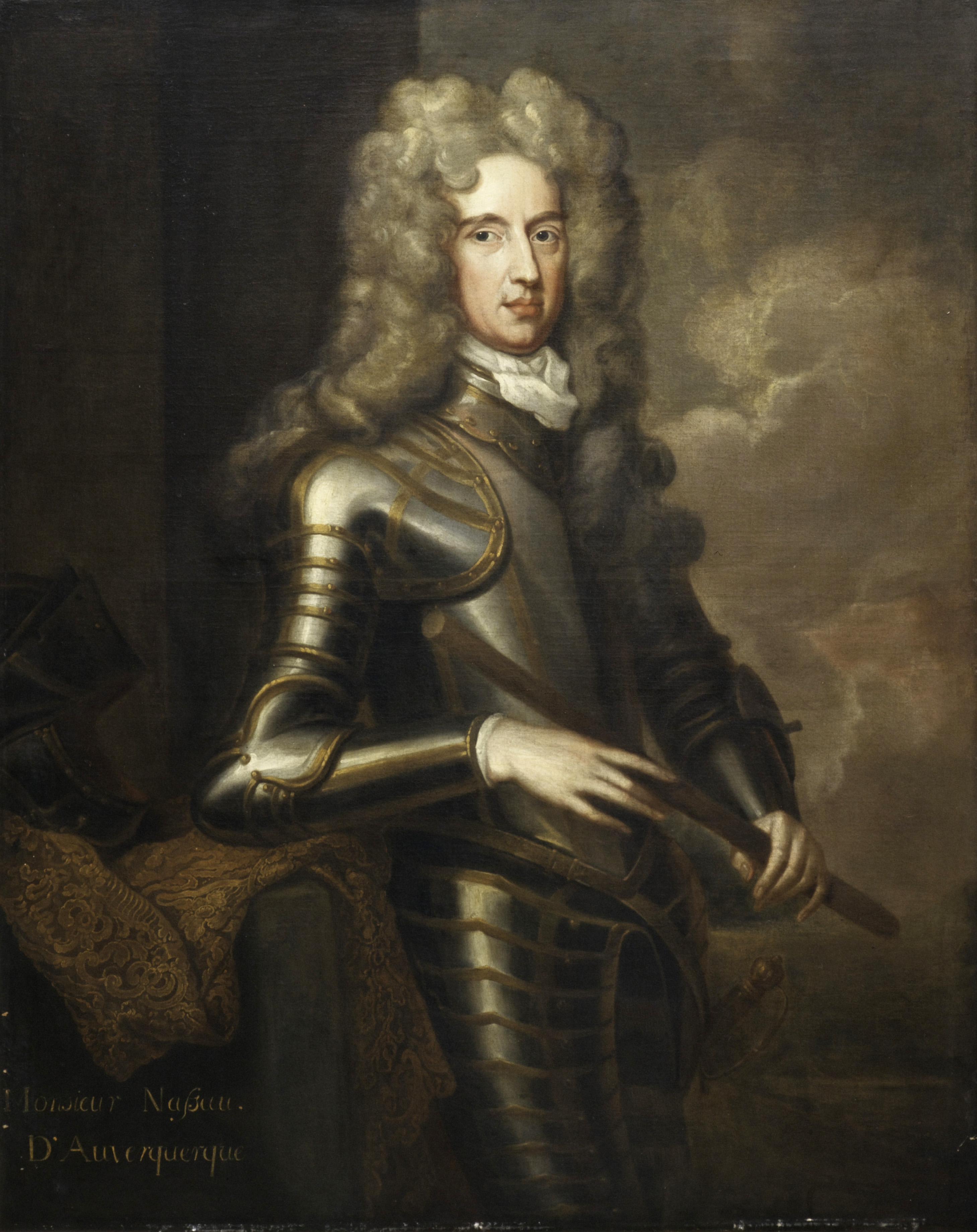
Enrico Nassau, Lord Auverquerque, Maresciallo di campo e comandante delle forze olandesi

Nel 1700 il re Carlo II di Spagna, ultimo discendente di Carlo V, morì senza lasciare eredi; nel testamento designò come suo successore Filippo d'Angiò, nipote del re Luigi XIV di Francia, scelta che al Regno d'Inghilterra non piacque, perché un'alleanza fra il Regno di Francia e quello di Spagna avrebbe dato vita a una superpotenza dominante sulla scena europea. Fedele alla sua politica di equilibrio europeo, l'Inghilterra si mise quindi alla testa della Grande alleanza, una coalizione di nazioni, che includeva anche la Repubblica delle Sette Province Unite, favorevoli all'insediamento di Carlo d'Asburgo sul trono di Spagna: ebbe così inizio la Guerra di successione spagnola.
Nel 1704, la coalizione anglo-austriaca riportò una grande vittoria sulla Francia nella battaglia di Blenheim, ma questo scontro, per quanto apparentemente decisivo per fermare le velleità d'intervento di Luigi XIV in Europa centrale, non mise fine alla guerra, né agli enormi costi economici che imponeva a tutti i partecipanti. Il comandante alleato John Churchill, I duca di Marlborough, voleva che la campagna del 1705 – un'invasione della Francia attraverso la valle della Mosella – completasse l'opera intrapresa con Blenheim e convincesse il re Luigi XIV di Francia a chiedere la pace, ma il piano era stato ostacolato sia da amici sia da nemici. La riluttanza dei suoi alleati olandesi a vedere le loro frontiere spogliate di truppe per un'altra scommessa in Germania aveva negato a Marlborough l'iniziativa ma di gran lunga più importante fu la dichiarazione del Margravio di Baden di non potersi unire al Duca in forze per la successiva offensiva. Ciò era dovuto in parte all'improvviso spostamento di truppe dal Reno per rinforzare il Principe Eugenio in Italia e in parte al deterioramento della salute di Baden causato dal riaprirsi di una grave ferita al piede che aveva ricevuto nell'assalto allo Schellenberg l'anno precedente. Marlborough dovette far fronte alla morte dell'imperatore Leopoldo I in maggio e all'ascesa di Giuseppe I, che complicarono inevitabilmente le cose per la Grande Alleanza.
D'altro canto re Luigi stesso era poco interessato a invadere le Sette Province, ma aveva interesse a mantenere le truppe al comando del Duca di Marlborough, nei Paesi Bassi per difendere la Francia da un'invasione attraverso la valle della Mosa. Per questi motivi i Paesi Bassi spagnoli furono lo scenario dello scontro tra le truppe alleate comandate dal Duca di Marlborough e quelle francesi, affiancate dalle truppe dell'Elettorato di Baviera, comandate da François de Neufville, duca di Villeroy, amico d'infanzia di re Luigi ma generale di scarsa efficacia.
La resistenza del re francese e gli sforzi dei suoi generali, inoltre, aumentarono i problemi di Marlborough. Il maresciallo Villeroy, esercitando una notevole pressione sul comandante olandese, Lord Auverquerque, lungo la Mosa, conquistò Huy il 10 giugno prima di avanzare verso Liegi. Con il maresciallo Villars forte sulla Mosella, il comandante alleato – le cui scorte erano ormai molto scarse – fu costretto a sospendere la campagna il 16 giugno. «Che disgrazia per Marlborough», esultò Villeroi, «aver fatto falsi movimenti senza alcun risultato!» Con la partenza di Marlborough verso nord, i francesi trasferirono truppe dalla valle della Mosella per rinforzare Villeroy nelle Fiandre, mentre Villars marciò verso il Reno.
Le forze anglo-olandesi ottennero una piccola compensazione per il fallimento della campagna della Mosella con il successo nella battaglia di Elixheim e il passaggio delle Linee del Brabante nei Paesi Bassi spagnoli (anche Huy fu riconquistata l'11 luglio), ma la possibilità di portare i francesi a uno scontro decisivo eluse Marlborough. L'anno 1705 si rivelò quasi del tutto sterile per il Duca, le cui delusioni militari furono solo in parte compensate dagli sforzi sul fronte diplomatico dove, presso le corti di Düsseldorf, Francoforte, Vienna, Berlino e Hannover, Marlborough cercò di rafforzare il sostegno alla Grande Alleanza e di ottenere promesse di pronta assistenza per la campagna dell'anno successivo.

## Preludio
L'11 gennaio 1706, Marlborough raggiunse finalmente Londra al termine del suo tour diplomatico, ma aveva già pianificato la sua strategia per la stagione successiva. La prima opzione (anche se è discutibile fino a che punto il Duca fosse impegnato in una simile impresa) era un piano per trasferire le sue forze dai Paesi Bassi spagnoli all'Italia settentrionale; una volta lì, intendeva collegarsi con il Principe Eugenio per sconfiggere i francesi e salvaguardare il Ducato di Savoia dall'invasione. La Savoia sarebbe poi servita come porta d'ingresso in Francia attraverso i passi montani o per un'invasione con supporto navale lungo la costa mediterranea via Nizza e Tolone, in connessione con il raddoppio degli sforzi alleati in Spagna. Sembra che il piano preferito dal Duca fosse quello di tornare nella valle della Mosella (dove il maresciallo Marsin aveva da poco assunto il comando delle forze francesi) e tentare nuovamente un'avanzata nel cuore della Francia. Ma queste decisioni divennero presto accademiche: poco dopo lo sbarco di Marlborough nella Repubblica olandese, il 14 aprile, giunsero notizie di grosse battute d'arresto degli Alleati nella guerra generale.
Deciso a dimostrare alla Grande Alleanza che la Francia era ancora risoluta, Luigi XIV si preparò a lanciare una doppia sorpresa in Alsazia e nell'Italia settentrionale. Su quest'ultimo fronte, il 19 aprile il maresciallo Vendôme sconfisse l'esercito imperiale a Calcinato, respingendo gli imperiali in preda alla confusione (le forze francesi erano ora in grado di preparare il tanto atteso assedio di Torino). In Alsazia, il maresciallo Villars catturò Haguenau, cogliendo di sorpresa il Margravio di Baden e ricacciandolo oltre il Reno in un certo disordine, creando così una minaccia su Landau. Con questi rovesci, gli olandesi rifiutarono di contemplare l'ambiziosa marcia di Marlborough verso l'Italia o qualsiasi piano che privasse i loro confini del Duca e del suo esercito. Nell'interesse dell'armonia della coalizione, Marlborough si preparò a fare una campagna nei Paesi Bassi.

### Manovre

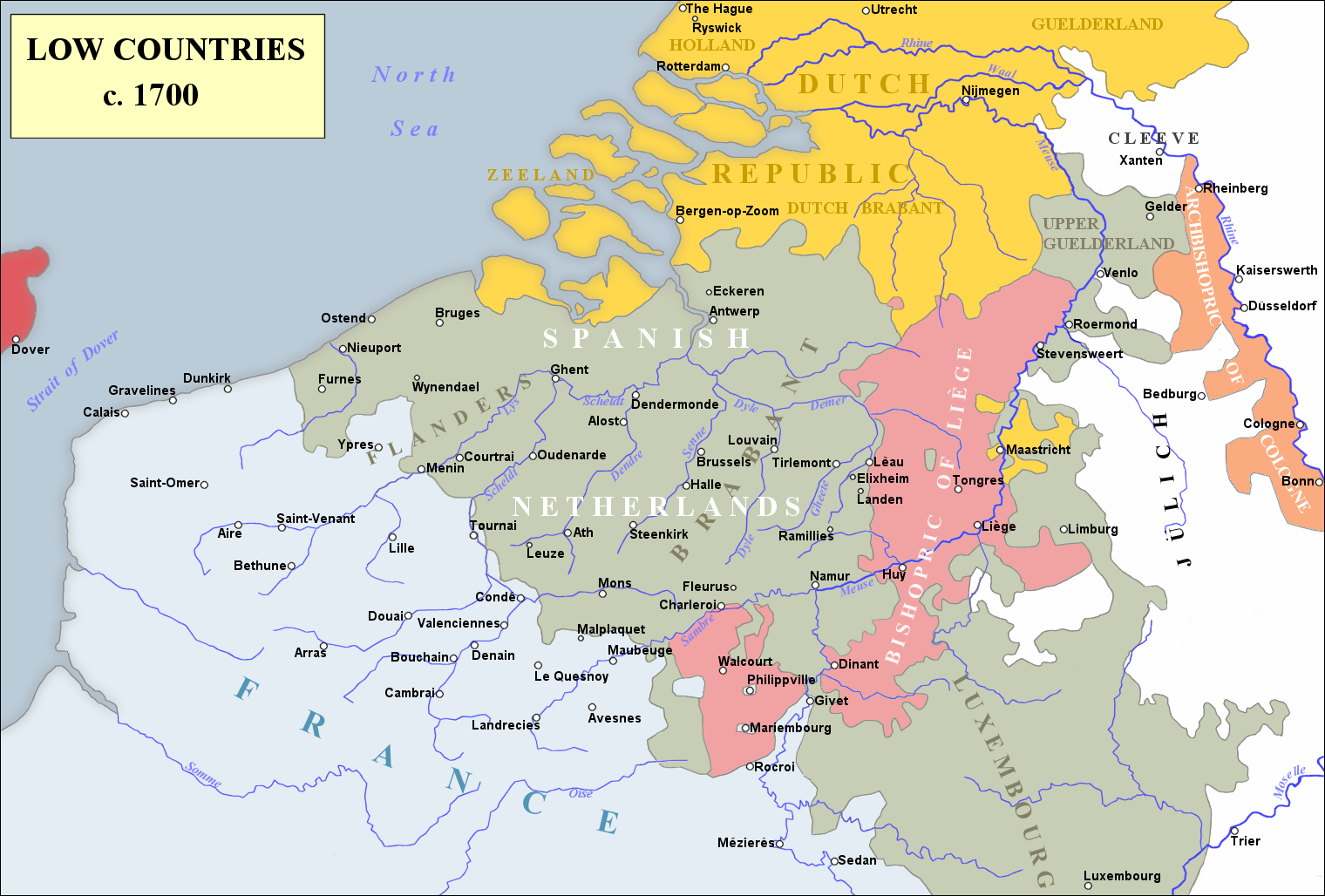
Mappa dei Paesi Bassi durante la guerra di successione spagnola. Il villaggio di Ramillies si trova vicino alla Mehaigne, un affluente della Mosa

Il Duca lasciò L'Aia il 9 maggio. «Dio sa che vado con il cuore pesante», scrisse sei giorni dopo al suo amico e alleato politico in Inghilterra, Lord Godolphin, «perché non ho alcuna speranza di fare qualcosa di considerevole, a meno che i francesi non facciano ciò che sono molto fiducioso che non faranno...» – in altre parole, dare battaglia. Il 17 maggio il Duca concentrò le sue truppe olandesi e inglesi a Tongeren, vicino a Maastricht. Gli Hannoveriani, gli Assiani e i Danesi, nonostante gli impegni presi in precedenza, trovarono, o inventarono, motivi pressanti per negare il loro appoggio. Marlborough scrisse un appello al duca Carlo Rodolfo di Württemberg-Neuenstadt, comandante del contingente danese: «Vi mando questo espresso per chiedere a Vostra Altezza di far avanzare a doppia marcia la vostra cavalleria in modo da unirsi a noi al più presto...». Inoltre, il Re in Prussia, Federico I, aveva mantenuto le sue truppe nei quartieri dietro il Reno mentre le sue dispute personali con Vienna e gli Stati Generali dell'Aia rimanevano irrisolte. Ciononostante, il Duca non riusciva a pensare a nessuna circostanza per cui i francesi avrebbero dovuto abbandonare le loro forti posizioni e attaccare il suo esercito, anche se Villeroi era stato prima rinforzato con trasferimenti sostanziali dal comando di Marsin. Ma in questo aveva sbagliato i calcoli: sebbene Luigi XIV volesse la pace, la voleva a condizioni ragionevoli; per questo aveva bisogno della vittoria sul campo e di convincere gli alleati che le sue risorse non erano affatto esaurite.
Dopo i successi in Italia e lungo il Reno, Luigi XIV sperava ora di ottenere risultati simili nelle Fiandre. Lungi dal rimanere sulla difensiva – e all'insaputa di Marlborough – Luigi XIV continuava a spingere il suo maresciallo all'azione. «[Villeroi] cominciò a immaginare», scrisse Saint-Simon, «che il Re dubitasse del suo coraggio e avesse deciso di giocarsi tutto in una volta nel tentativo di riscattarsi». Di conseguenza, il 18 maggio, Villeroi partì da Lovanio alla testa di 70 battaglioni, 132 squadroni e 62 cannoni – comprendenti una forza complessiva di circa 60 000 uomini – e attraversò il fiume Dyle per cercare battaglia con il nemico. Spinto dalla crescente fiducia nella sua capacità di superare il suo avversario e dalla determinazione di Versailles di vendicare Blenheim, Villeroi e i suoi generali si aspettavano il successo.
Nessuno dei due avversari si aspettava lo scontro nel momento o nel luogo esatto in cui si verificò. I francesi si mossero dapprima verso Tienen, (come se volessero minacciare Zoutleeuw, abbandonata dai francesi nell'ottobre 1705), prima di virare verso sud, in direzione di Jodoigne; questo percorso di marcia portò l'esercito di Villeroi verso la stretta apertura di terreno asciutto tra i fiumi Mehaigne e Petite Gette vicino ai piccoli villaggi di Ramillies e Taviers, ma nessuno dei due comandanti si rese conto della distanza percorsa dall'avversario. Villeroi credeva ancora (il 22 maggio) che gli Alleati fossero a un giorno di marcia, mentre in realtà si erano accampati vicino a Corswaren in attesa che gli squadroni danesi li raggiungessero; da parte sua, Marlborough riteneva che Villeroi fosse ancora a Jodoigne, mentre in realtà si stava avvicinando all'altopiano di Mont St. André con l'intenzione di accamparsi vicino a Ramillies. Tuttavia, la fanteria prussiana non era lì. Marlborough scrisse a Lord Raby, il residente inglese a Berlino: «Se a Dio piacerà darci la vittoria sul nemico, gli alleati saranno scarsamente in debito col re [Federico] per il successo».

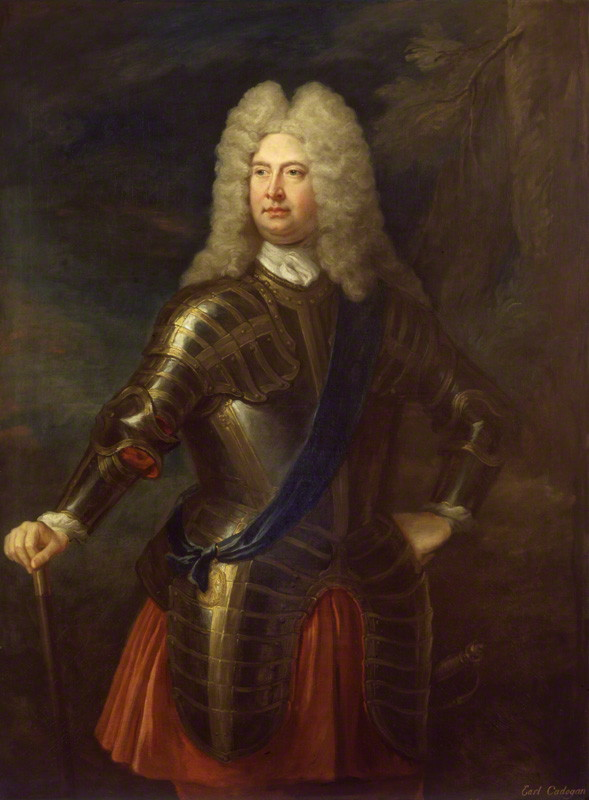
William Cadogan, quartiermastro generale di Marlborough

Il giorno seguente, alle 01:00, Marlborough inviò Cadogan, il suo quartiermastro generale, con una guardia avanzata per compiere una ricognizione sullo stesso terreno arido verso il quale si stava dirigendo l'esercito di Villeroi, un paese che il Duca conosceva bene dalle campagne precedenti. Due ore dopo il Duca seguì con il corpo principale: 74 battaglioni, 123 squadroni, 90 pezzi di artiglieria e 20 mortai, per un totale di 62 000 uomini. Verso le 08:00, dopo che Cadogan aveva appena superato Merdorp, la sua forza entrò brevemente in contatto con un gruppo di ussari francesi che raccoglievano foraggio ai margini dell'altopiano di Jandrenouille. Dopo un breve scambio di colpi, i francesi si ritirarono e i dragoni di Cadogan avanzarono. Con un breve passaggio nella nebbia, Cadogan scoprì presto le linee ben ordinate dell'avanguardia di Villeroi a circa 6 km di distanza; un messaggero si affrettò a tornare indietro per avvertire Marlborough. Due ore dopo il Duca, accompagnato dal comandante olandese del campo, il feldmaresciallo Auverquerque, dal generale Daniel Dopff e dallo staff alleato, cavalcò fino a Cadogan, dove all'orizzonte, verso ovest, poté scorgere le massicce file dell'esercito francese che si schierava per la battaglia lungo il fronte. Marlborough disse in seguito al vescovo Burnet che «era il migliore esercito francese che avesse mai visto».

## Battaglia

### Campo di battaglia
Il campo di battaglia di Ramillies è molto simile a quello di Blenheim, perché anche qui c'è un'immensa area di terreno coltivabile non ostacolata da boschi o siepi. L'ala destra di Villeroi era ancorata ai villaggi di Franquenée e Taviers, con il fiume Mehaigne a proteggere il fianco. Una grande pianura aperta, larga circa 2 km, si trovava tra Taviers e Ramillies, ma, a differenza di Blenheim, qui non c'erano corsi d'acqua a ostacolare la cavalleria. Il suo centro era assicurato dalla stessa Ramillies, situata su una leggera altura che offriva una vista distante a nord e a est. Il fianco sinistro francese era protetto da un terreno accidentato e da un torrente, la Petite Gheete, che scorre in profondità tra pendii ripidi e scivolosi. Sul lato francese del torrente il terreno sale fino a Offus, il villaggio che, insieme ad Autre-Eglise più a nord, ancorò il fianco sinistro di Villeroi. A ovest della Petite Gheete si erge l'altopiano di Mont St. André; una seconda pianura, l'altopiano di Jandrenouille – su cui si ammassò l'esercito anglo-olandese – sorge a est.

### Disposizione iniziale

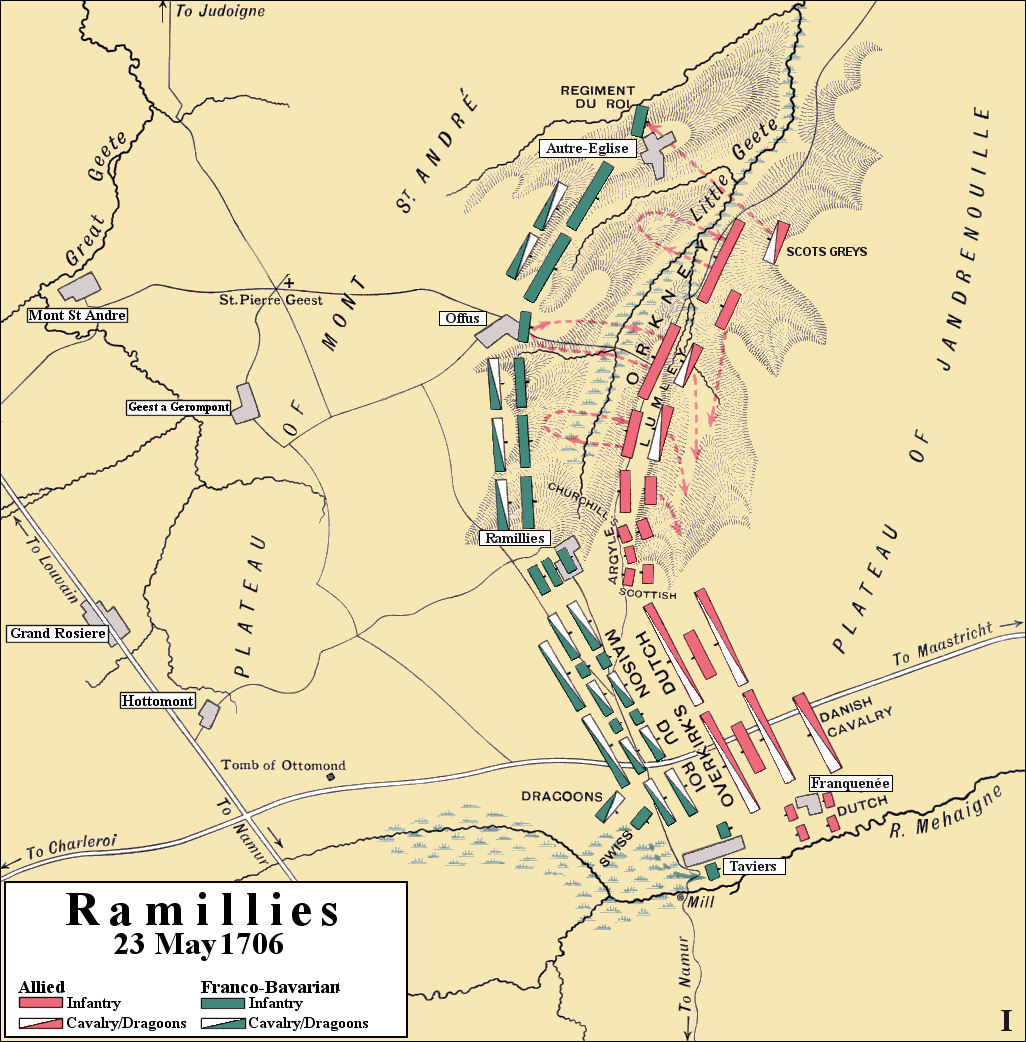
Attacco iniziale della battaglia di Ramillies, 23 maggio 1706. A sud, tra Taviers e Ramillies, entrambi i comandanti posizionarono il grosso della cavalleria. Fu qui che Marlborough fece breccia.

Alle 11:00, il Duca ordinò all'esercito di assumere la formazione consueta di battaglia. All'estrema destra, verso Foulz, i battaglioni e gli squadroni britannici si schierarono in una doppia linea vicino al torrente Jeuche. Il centro era formato dalla massa di fanteria olandese, tedesca, svizzera protestante e scozzese – forse 30 000 uomini – rivolta verso Offus e Ramillies; sempre di fronte a Ramillies, Marlborough posizionò una potente batteria di trenta cannoni da 24 libbre, trascinati in posizione da una squadra di buoi; altre batterie furono posizionate con vista sulla Petite Gheete. Alla loro sinistra, nell'ampia pianura tra Taviers e Ramillies – e dove Marlborough pensava che dovesse avvenire lo scontro decisivo – Overkirk dispose i 69 squadroni di cavalli olandesi e danesi, supportati da 19 battaglioni di fanteria olandese e da due pezzi d'artiglieria.

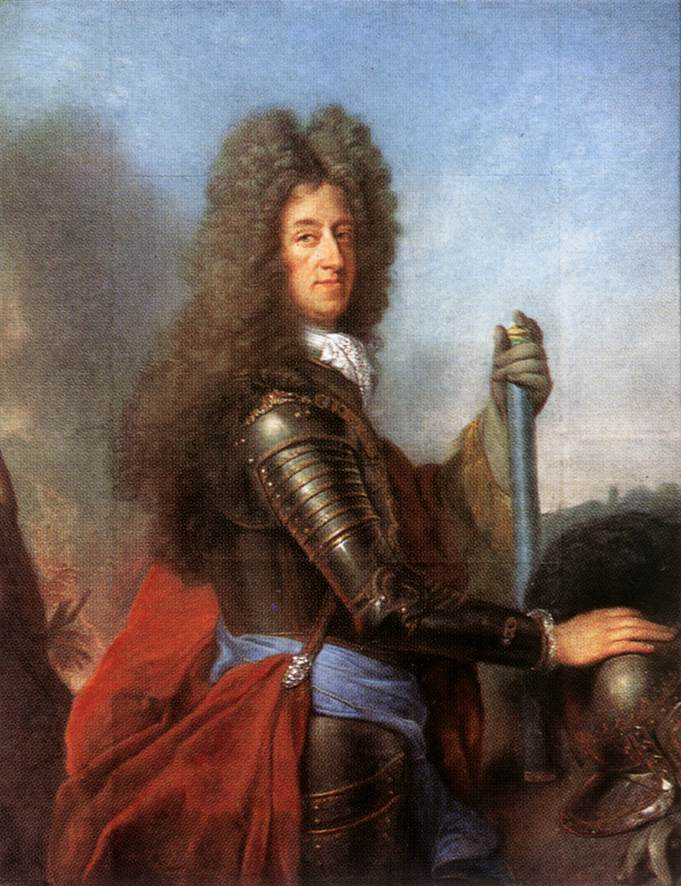
Massimiliano II Emanuele, Elettore di Baviera, (1662–1726) di Joseph Vivien

Nel frattempo, Villeroi schierò le sue forze. A Taviers, sulla destra, piazzò due battaglioni del Greder Suisse Régiment, con una forza più piccola in Franquenée; l'intera posizione era protetta dal terreno paludoso del fiume Mehaigne, impedendo così un movimento di fiancheggiamento alleato. In aperta campagna, tra Taviers e Ramillies, mise 82 squadroni sotto il generale de Guiscard, supportati da diverse brigate intercalate di fanteria francese, svizzera e bavarese. Lungo la linea di cresta Ramillies-Offus-Autre Eglise, Villeroi posizionò la fanteria vallone e bavarese, sostenuta dai 50 squadroni di cavalleria bavarese e vallone dell'Elettore di Baviera, posizionati nelle retrovie sull'altopiano del Mont St. André. Ramillies, Offus e Autre-Eglise furono tutte riempite di truppe e messe in stato di difesa, con vicoli sbarrati e muri forati per i moschetti. Villeroi posizionò anche potenti batterie vicino a Ramillies; questi cannoni (alcuni dei quali erano del tipo a tre canne visto per la prima volta a Elixheim l'anno precedente) godevano di buoni archi di fuoco, in grado di coprire completamente gli approcci dell'altopiano di Jandrenouille su cui la fanteria alleata avrebbe dovuto passare.
Marlborough, tuttavia, notò diversi importanti punti deboli nelle disposizioni francesi. Dal punto di vista tattico, era imperativo per Villeroi occupare Taviers alla sua destra e Autre-Eglise alla sua sinistra, ma adottando questa posizione era stato costretto a estendere eccessivamente le sue forze. Inoltre, questa disposizione – concava rispetto all'esercito alleato – diede a Marlborough l'opportunità di formare una linea più compatta, disposta in un fronte più corto tra i «corni» della mezzaluna francese; al momento dell'attacco alleato, questo sarebbe stato più concentrato e avrebbe avuto un peso maggiore. Inoltre, la disposizione del Duca facilitava il trasferimento di truppe attraverso il suo fronte molto più facilmente rispetto al nemico, un vantaggio tattico che sarebbe diventato sempre più importante con lo svolgersi degli eventi del pomeriggio. Sebbene Villeroi avesse la possibilità di avvolgere i fianchi dell'esercito alleato mentre si schierava sull'altopiano di Jandrenouille – minacciando di accerchiare il suo esercito – il Duca intuì correttamente che il comandante francese, tipicamente cauto, era intenzionato a combattere sulla difensiva lungo la linea di cresta.

### Svolgimento dello scontro

#### Taviers

Un ufficiale delle Guardie Blu olandesi

Alle 13:00 le batterie entrarono in azione; poco dopo due colonne alleate partirono dalle estremità della loro linea e attaccarono i fianchi dell'esercito franco-bavarese. A sud le Gardes te Paard olandesi, al comando del colonnello Wertmüller, si fecero avanti con i loro due cannoni da campo per conquistare la frazione di Franquenée. La piccola guarnigione del Reggimento svizzero Greder disposta all'interno del villaggio, scossa dall'improvviso assalto e non sostenuta dai battaglioni alle spalle, fu presto costretta a tornare verso il villaggio di Taviers. Taviers era di particolare importanza per la posizione franco-bavarese: proteggeva il fianco della cavalleria del generale de Guiscard, altrimenti non sostenuto, sulla pianura aperta, e allo stesso tempo consentiva alla fanteria francese di costituire una minaccia per i fianchi degli squadroni olandesi e danesi che avanzavano in posizione. Ma gli svizzeri in ritirata non avevano ancora raggiunto i loro compagni nel villaggio quando le Guardie olandesi rinnovarono il loro attacco. I combattimenti tra i vicoli e le casette si trasformarono presto in una feroce corpo a corpo a colpi di baionetta e di bastone, ma la superiorità della potenza di fuoco olandese si fece presto sentire. L'abile ufficiale francese, il colonnello de la Colonie, che si trovava nella pianura vicina, ricordò: «Questo villaggio fu l'apertura dell'ingaggio e i combattimenti furono quasi altrettanto sanguinari di tutto il resto della battaglia messa insieme». Verso le 15:00 gli svizzeri erano stati spinti fuori dal villaggio verso le paludi.
Il fianco destro di Villeroi sprofondò nel caos, diventando aperto e vulnerabile. Avvertito della situazione, de Guiscard ordinò un attacco immediato con 14 squadroni di dragoni francesi che si trovavano nelle retrovie. Furono inviati anche altri due battaglioni del Reggimento svizzero Greder, ma l'attacco fu mal coordinato e di conseguenza si svolse in modo frammentario. I comandanti anglo-olandesi inviarono a Taviers dei dragoni olandesi smontati che, insieme alle Guardie e ai loro cannoni da campo, riversarono un fuoco concentrato di moschetti e shrapnel sulle truppe francesi in avanzata. Il colonnello d'Aubigni, alla testa del suo reggimento, cadde mortalmente ferito.
Mentre i ranghi francesi vacillavano, gli squadroni di testa dei Corazzieri Württemberg danesi – ora non ostacolati dal fuoco nemico da entrambi i villaggi – furono anch'essi mandati all'attacco e caddero sul fianco scoperto della fanteria e dei dragoni franco-svizzeri. De la Colonie, con il suo reggimento di Grenadiers Rouge, insieme alle Guardie di Colonia che erano nella loro brigata, ricevette l'ordine di avanzare dalla sua postazione a sud di Ramillies per sostenere il vacillante contrattacco sul villaggio. Al suo arrivo, però, fu il caos: «Le mie truppe erano appena arrivate quando i dragoni e gli svizzeri che ci avevano preceduto piombarono sui miei battaglioni in piena fuga... I miei stessi compagni si voltarono e fuggirono con loro». De La Colonie riuscì a radunare alcuni dei suoi granatieri, insieme ai resti dei dragoni francesi e dei battaglioni del reggimento svizzero Greder, ma fu un'operazione del tutto periferica, che offrì solo un fragile sostegno al fianco destro di Villeroi.

#### Offus e Autre-Eglise

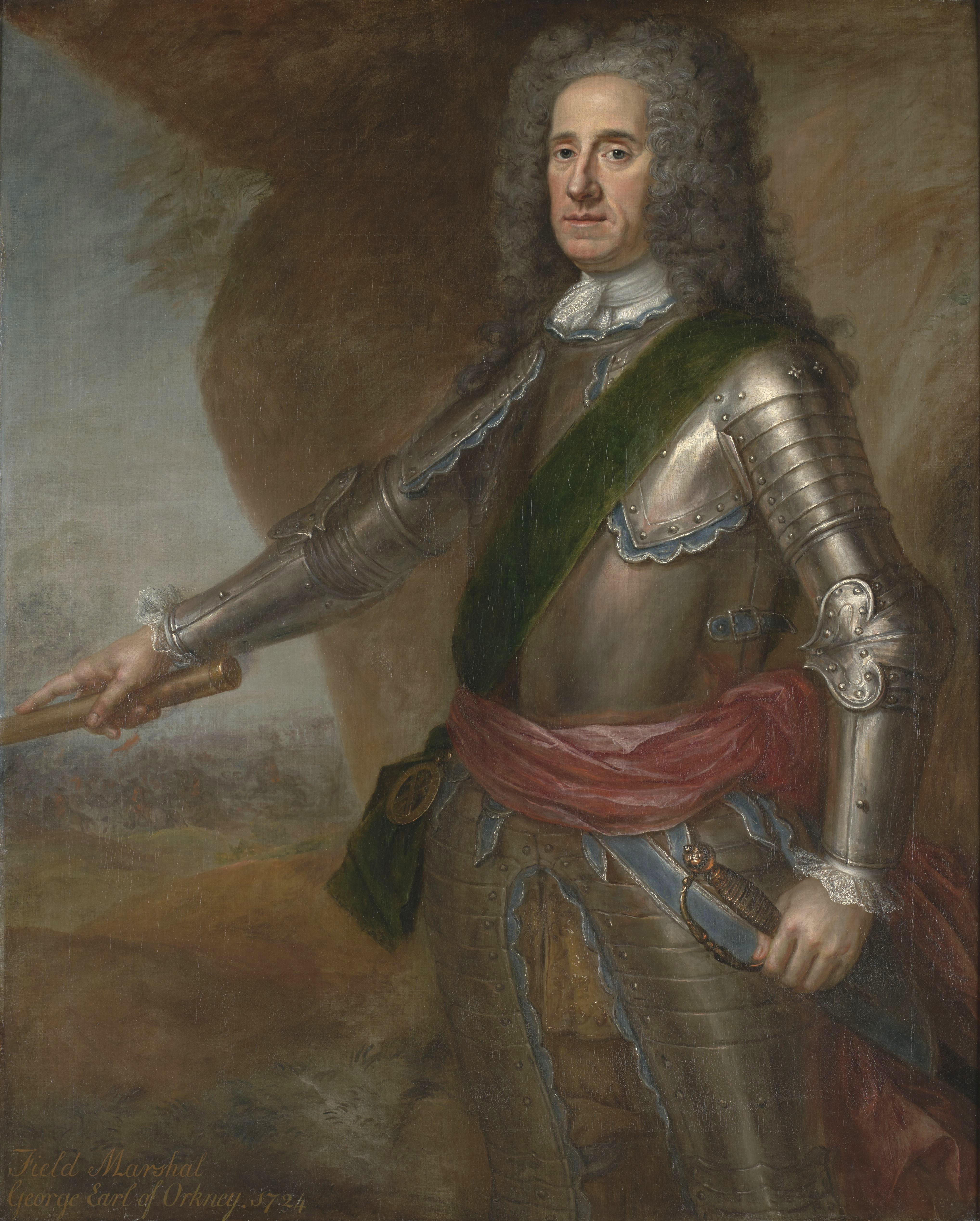
Il maresciallo di campo George Hamilton, Conte di Orkney, (Martin Maingaud 1724)

Mentre l'attacco a Taviers proseguiva, il Conte di Orkney lanciò la sua prima linea di inglesi attraverso la Petite Gheete in un attacco deciso contro i villaggi barricati di Offus e Autre-Eglise sulla destra alleata. Villeroi, appostato nei pressi di Offus, osservò con ansia l'avanzata delle giubbe rosse, memore del consiglio ricevuto il 6 maggio da Luigi XIV: «Abbiate particolare cura di quella parte della linea che sopporterà il primo urto delle truppe inglesi». Seguendo questo consiglio, il comandante francese iniziò a trasferire battaglioni dal suo centro per rinforzare la sinistra, richiamando altri piedi dalla destra già indebolita per sostituirli.
Mentre i battaglioni inglesi scendevano lungo il dolce pendio della valle della Petite Gheete, attraversando a fatica il torrente impantanato, furono accolti dalla disciplinata fanteria vallone del maggiore generale de la Guiche, inviata in avanti dai dintorni di Offus. Dopo aver concentrato le raffiche e aver inflitto pesanti perdite alle giubbe rosse, i valloni si riformarono in buon ordine sulla linea di cresta. Gli inglesi impiegarono un po' di tempo per riformare i loro ranghi sul terreno asciutto al di là del ruscello e per risalire il pendio verso i casolari e le barricate sul crinale. Il vigore dell'assalto inglese, tuttavia, fu tale da minacciare di sfondare la linea dei villaggi e di avanzare sull'altopiano aperto del Mont St André; questo era potenzialmente pericoloso per la fanteria alleata, che sarebbe stata alla mercé degli squadroni bavaresi e valloni dell'Elettore che aspettavano pazientemente sull'altopiano l'ordine di muoversi.
Sebbene la cavalleria inglese di Henry Lumley fosse riuscita ad attraversare il terreno paludoso intorno alla Petite Gheete, fu presto evidente a Marlborough che un sufficiente supporto di cavalleria non sarebbe stato praticabile e che la battaglia non avrebbe potuto essere vinta sulla destra alleata. Il Duca, quindi, annullò l'attacco contro Offus e Autre-Eglise. Per assicurarsi che Orkney obbedisse al suo ordine di ritirarsi, Marlborough inviò il suo quartiermastro generale in persona con il comando. Nonostante le proteste di Orkney, Cadogan insistette per il rispetto dell'ordine e, a malincuore, Orkney diede l'ordine alle sue truppe di ripiegare sulle posizioni iniziali ai margini dell'altopiano di Jandrenouille. Non è ancora chiaro fino a che punto l'avanzata di Orkney fosse stata pianificata solo come una finta; secondo lo storico David Chandler è probabilmente più corretto ipotizzare che Marlborough abbia lanciato Orkney in un attacco con l'obiettivo di sondare le possibilità del settore. Tuttavia, l'attacco servì al suo scopo: Villeroi aveva dedicato la sua personale attenzione a quell'ala e l'aveva rafforzata con grandi corpi di cavalli e piedi che avrebbero dovuto partecipare alla lotta decisiva a sud di Ramillies.

#### Ramillies

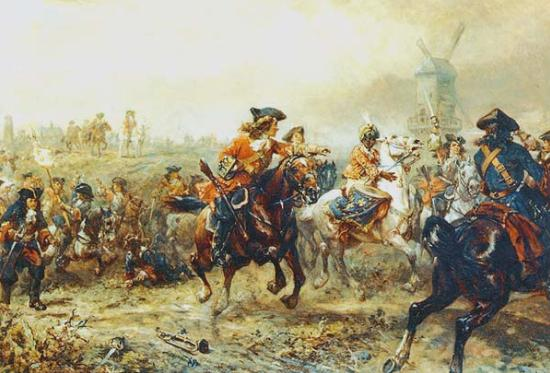
Il King's Horse a Ramillies, 1706

Nel frattempo, l'assalto olandese a Ramillies stava acquistando velocità. Il fratello minore di Marlborough, il generale di fanteria Charles Churchill, ordinò a quattro brigate di fanteria di attaccare il villaggio. L'assalto consisteva di 12 battaglioni di fanteria olandese comandati dai maggiori generali Schultz e Spaar; due brigate sassoni sotto il conte Schulenburg; una brigata scozzese al servizio dei Paesi Bassi guidata dal II duca di Argyle e una piccola brigata di svizzeri protestanti. I 20 battaglioni francesi e bavaresi a Ramillies, sostenuti dagli irlandesi che avevano lasciato l'Irlanda durante il Volo delle oche selvatiche per unirsi ai Dragoni di Clare, che combatterono come fanteria e catturarono una bandiera del 3rd Regiment of Foot britannico, e da una piccola brigata di Guardie di Colonia e della Baviera sotto il Marchese de Maffei, opposero una difesa determinata, respingendo inizialmente gli attaccanti con gravi perdite, come ricordato nella canzone Clare's Dragoons.
Vedendo che Schultz e Spaar stavano vacillando, Marlborough ordinò ai battaglioni britannici e danesi di seconda linea di Orkney (che non erano stati utilizzati nell'assalto a Offus e Autre-Eglise) di muoversi a sud verso Ramillies. Protetti alla vista da una leggera piega del terreno, il loro comandante, il generale di brigata Van Pallandt, ordinò di lasciare le bandiere del reggimento sul bordo dell'altopiano per convincere gli avversari che erano ancora nella loro posizione iniziale. Pertanto, all'insaputa dei francesi che rimanevano ignari della reale forza e delle intenzioni degli Alleati sul lato opposto della Petite Gheete, Marlborough stava lanciando tutto il suo peso contro Ramillies e la pianura aperta a sud. Villeroi, nel frattempo, stava ancora spostando altre riserve di fanteria nella direzione opposta, verso il suo fianco sinistro; in modo cruciale, sarebbe passato del tempo prima che il comandante francese notasse il sottile cambiamento di enfasi delle disposizioni alleate.
Intorno alle 15:30, Auverquerque fece avanzare i suoi squadroni in massa sulla pianura aperta, a sostegno dell'attacco della fanteria a Ramillies. Gli squadroni di Auverquerque – 48 olandesi, sostenuti alla loro sinistra da 21 danesi – avanzarono costantemente verso il nemico (facendo attenzione a non stancare prematuramente i cavalli), prima di rompere al trotto per dare impulso alla carica. Il Marquis de Feuquières, scrivendo dopo la battaglia, descrisse la scena: «Avanzarono in quattro linee... Man mano che si avvicinavano, facevano avanzare le loro seconde e quarte linee negli intervalli delle loro prime e terze linee; così che, quando avanzarono verso di noi, formarono un solo fronte, senza spazi intermedi».

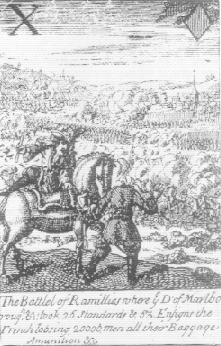
Dieci di quadri: la decapitazione del colonnello Bringfield. Un monumento a Bringfield nella navata settentrionale dell'abbazia di Westminster registra questo racconto.

Lo scontro iniziale favorì gli squadroni olandesi e danesi. La disparità numerica – aggravata dal fatto che Villeroi aveva spogliato i loro ranghi di fanteria per rinforzare il fianco sinistro – permise alla cavalleria di Auverquerque di respingere in disordine la prima linea di cavalli francesi verso i loro squadroni di seconda linea. Anche questa linea subì una forte pressione e, a sua volta, fu costretta a ripiegare sulla terza linea di cavalleria e sui pochi battaglioni rimasti nella pianura. Ma questi cavalieri francesi erano tra i migliori dell'esercito di Luigi XIV – la Maison du Roi, supportati da quattro squadroni d'élite di Cuirassiers bavaresi. Abilmente guidata da de Guiscard, la cavalleria francese si radunò, respingendo gli squadroni alleati in contrattacchi locali di successo. Sul fianco destro di Auverquerque, vicino a Ramillies, dieci dei suoi squadroni ruppero improvvisamente i ranghi e si dispersero, cavalcando a capofitto verso le retrovie per recuperare il loro ordine, lasciando il fianco sinistro dell'assalto alleato a Ramillies pericolosamente esposto. Nonostante la mancanza di supporto della fanteria, de Guiscard lanciò la sua cavalleria in avanti nel tentativo di dividere in due l'esercito alleato.
Una crisi minacciava il centro, ma dal suo punto di osservazione Marlborough si rese subito conto della situazione. Il comandante alleato richiamò la cavalleria dell'ala destra per rinforzare il centro, lasciando solo gli squadroni inglesi a sostegno di Orkney. Grazie a una combinazione di fumo di battaglia e terreno favorevole, il suo ridispiegamento passò inosservato a Villeroi, che non tentò di trasferire nessuno dei suoi 50 squadroni inutilizzati. Mentre aspettava l'arrivo dei nuovi rinforzi, Marlborough si gettò nella mischia, radunando parte della cavalleria olandese che era in confusione. Ma il suo coinvolgimento personale lo portò quasi alla rovina. Alcuni cavalieri francesi, riconoscendo il Duca, si lanciarono verso il suo gruppo. Il cavallo di Marlborough ruzzolò e il Duca fu disarcionato: «Milord Marlborough fu sbalzato», scrisse Orkney qualche tempo dopo. Fu un momento critico della battaglia. «Il maggiore generale Murray», ricordò un testimone oculare, «... vedendolo cadere, marciò in tutta fretta con due battaglioni svizzeri per salvarlo e fermare il nemico che stava abbattendo tutto ciò che incontrava sulla sua strada». Fortunatamente l'aiutante di campo di Marlborough, appena nominato, Richard Molesworth, si lanciò al galoppo in soccorso, montò il Duca sul suo cavallo e riuscì a fuggire, prima che i disciplinati ranghi di Murray respingessero le truppe francesi all'inseguimento.
Dopo una breve pausa, lo scudiero di Marlborough, il colonnello Bringfield (o Bingfield), condusse un altro dei cavalli di riserva del Duca; ma mentre lo assisteva nella sua cavalcatura, lo sfortunato Bringfield fu colpito da una palla di cannone errante che gli staccò la testa. Secondo un racconto, la palla di cannone volò tra le gambe del Capitano Generale prima di colpire lo sfortunato colonnello, il cui busto cadde ai piedi di Marlborough – un momento successivamente raffigurato in un lurido set di carte da gioco contemporanee. Tuttavia, il pericolo passò, consentendo al Duca di occuparsi del posizionamento dei rinforzi di cavalleria che scendevano dal suo fianco destro – un cambiamento di cui Villeroi rimase beatamente all'oscuro.

#### Sfondamento

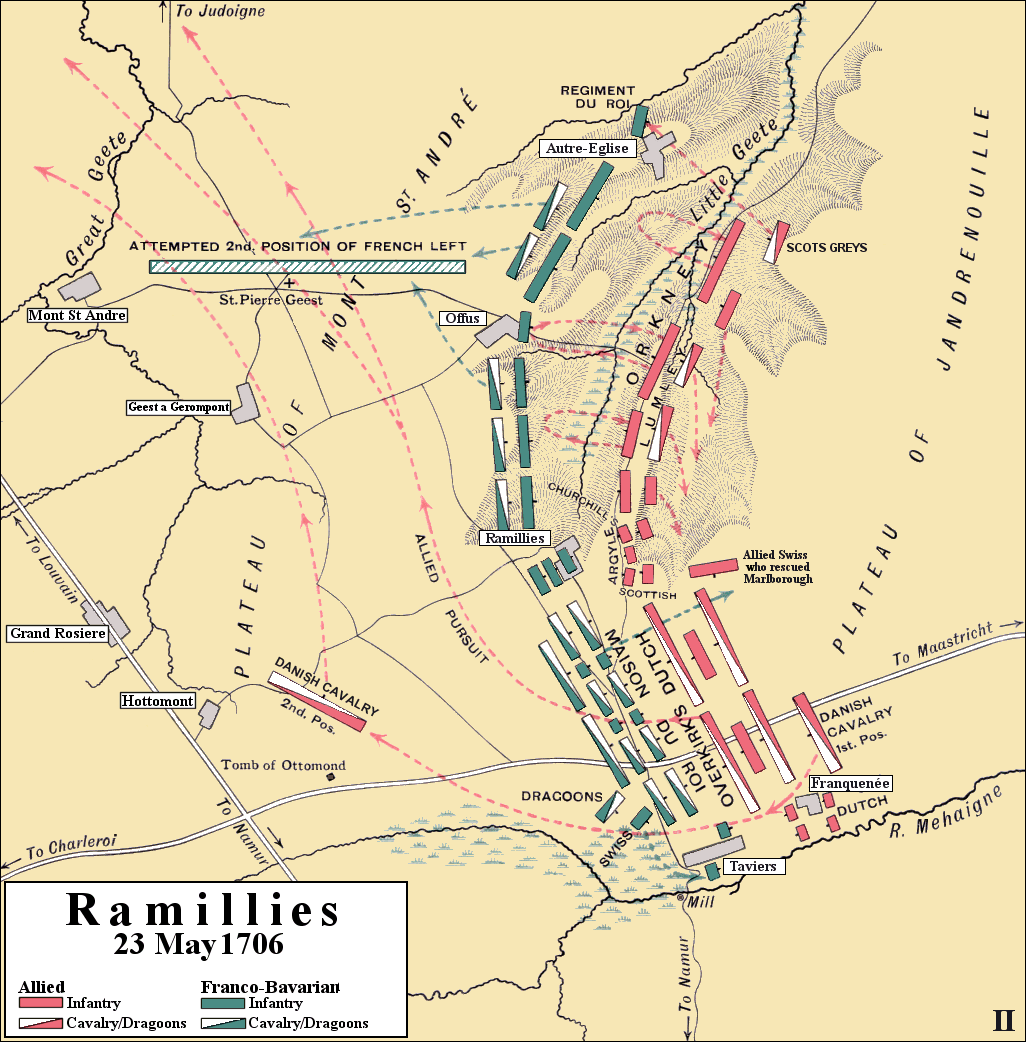
Gli squadroni alleati trasferiti da nord a sud diedero agli Alleati un vantaggio di 5-3 sulla pianura, dove circa 25000 cavalieri francesi e alleati erano pesantemente impegnati.

Erano circa le 16:30 e i due eserciti erano a stretto contatto su tutto il fronte, dalle scaramucce nelle paludi a sud, alla vasta battaglia di cavalleria nella pianura aperta, alla feroce lotta per Ramillies al centro e a nord, dove, intorno ai villaggi di Offus e Autre-Eglise, Orkney e de la Guiche si fronteggiavano attraverso la Petite Gheete pronti a rinnovare le ostilità.
L'arrivo degli squadroni di trasferimento iniziò a far pendere la bilancia a favore degli Alleati. Stanchi e con perdite crescenti, l'inferiorità numerica degli squadroni di Guiscard che combattevano in pianura cominciò infine a farsi sentire. Dopo aver fallito in precedenza nel tenere o riprendere Franquenée e Taviers, il fianco destro di Guiscard era diventato pericolosamente esposto e si era aperto un varco fatale sulla destra della loro linea. Approfittando di questa breccia, la cavalleria danese del Württemberg si lanciò in avanti, voltando per penetrare nel fianco della Maison du Roi, la cui attenzione era quasi interamente rivolta a trattenere gli olandesi. Spingendosi in avanti, praticamente senza opporre resistenza, i 21 squadroni danesi si riformarono alle spalle dei francesi intorno all'area della Tomba di Ottomond, dirigendosi a nord attraverso l'altopiano di Mont St André verso il fianco scoperto dell'esercito di Villeroi.
Gli ultimi rinforzi alleati per la battaglia di cavalleria a sud erano finalmente in posizione; la superiorità di Marlborough sulla sinistra non poteva più essere negata e il suo piano in rapida evoluzione prese piede sul campo di battaglia. Fu solo in quel momento, in estremo ritardo, che Villeroi cercò di ridisporre i suoi 50 squadroni inutilizzati, ma un disperato tentativo di formare una linea rivolta a sud, che si estendesse da Offus a Mont St André, si arenò tra i bagagli e le tende dell'accampamento francese lasciati lì incautamente dopo lo schieramento iniziale. Il comandante alleato ordinò alla sua cavalleria di avanzare contro i cavalieri francesi e bavaresi, ora in forte inferiorità numerica. Il fianco destro di de Guiscard, senza un adeguato supporto di fanteria, non riuscì più a resistere all'assalto e, girando i cavalli verso nord, si spezzò e fuggì in completo disordine. Anche gli squadroni che Villeroi stava mettendo insieme dietro Ramillies non riuscirono a resistere all'assalto. «Non avevamo ancora fatto quaranta metri di ritirata», ricordò il capitano Peter Drake, un irlandese al servizio dei francesi, «quando le parole "sauve qui peut" attraversarono la maggior parte, se non l'intero esercito, e misero tutti in confusione».
A Ramillies la fanteria alleata, ora rinforzata dalle truppe inglesi fatte scendere da nord, riuscì finalmente a sfondare. Il Régiment de Picardie resistette, ma si trovò tra il reggimento scozzese-olandese del colonnello Borthwick e i rinforzi inglesi. Borthwick fu ucciso, così come Charles O'Brien, il visconte irlandese Clare al servizio della Francia, che combatteva alla testa del suo reggimento. Il marchese de Maffei tentò un'ultima resistenza con le sue guardie bavaresi e di Colonia, ma fu vana. Notando un'ondata di cavalieri in rapido avvicinamento da sud, ricordò in seguito: «Andai verso il più vicino di questi squadroni per istruire il loro ufficiale, ma invece di essere ascoltato [fui] immediatamente circondato e invitato a chiedere quartiere».

#### Inseguimento

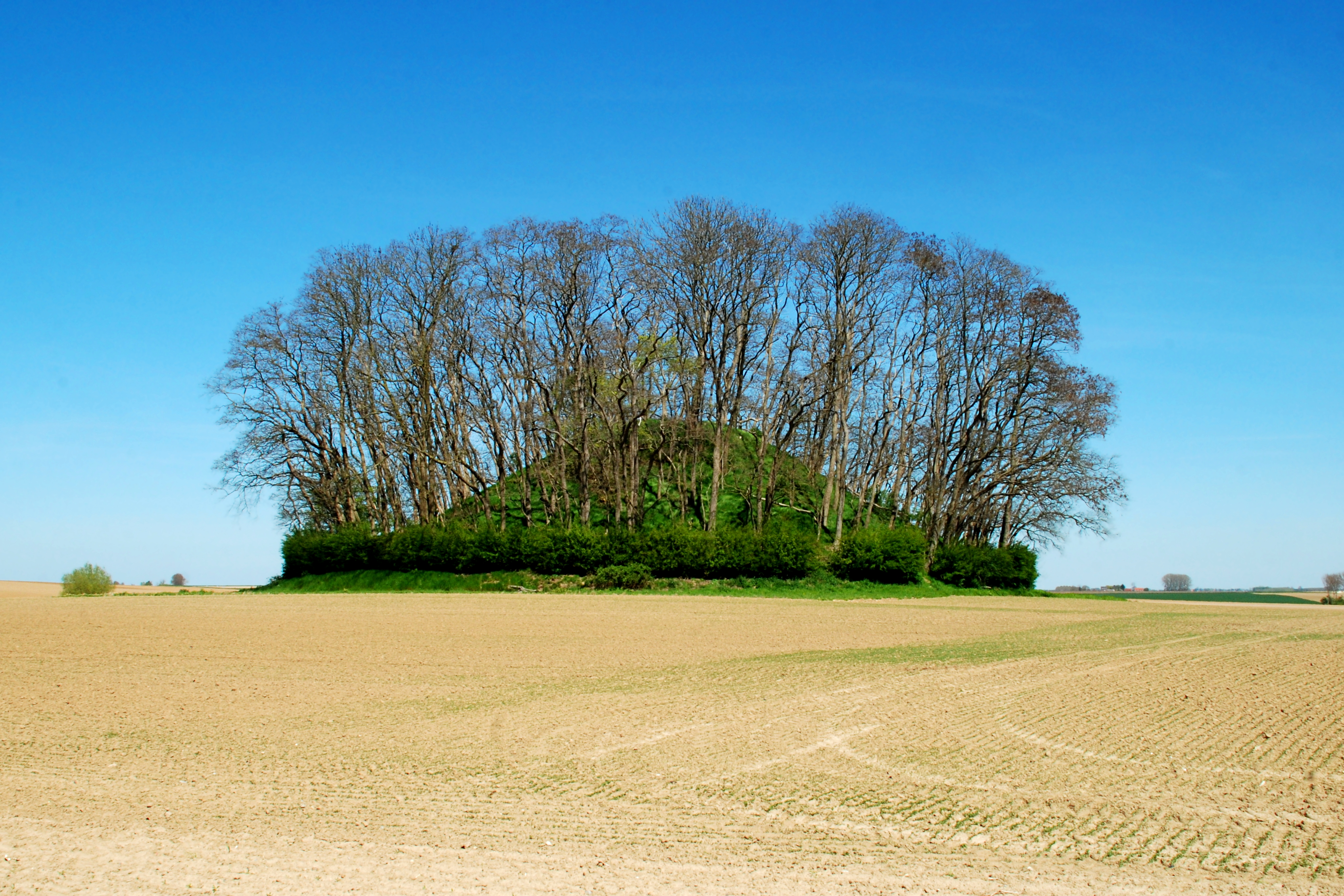
Il «tumulo di Ottomond» è un tumulo romano del II secolo; si trovava alle spalle della cavalleria francese e fu raggiunto dalla cavalleria danese dopo l'attacco

Le strade che conducevano a nord e a ovest erano intasate dai fuggitivi. Orkney rimandò le sue truppe inglesi attraverso il torrente Petite Gheete per assaltare nuovamente Offus, dove la fanteria di de la Guiche aveva cominciato ad allontanarsi nella confusione. Alla destra della fanteria anche gli Scots Greys di Lord John Hay si fecero strada attraverso il torrente e caricarono il Régiment du Roi all'interno di Autre-Eglise. «I nostri dragoni», scrisse John Deane, «spingendosi nel villaggio... fecero una terribile strage del nemico». I Granatieri a cavallo bavaresi e le Guardie Elettorali si ritirarono e formarono uno scudo attorno a Villeroi e all'Elettore, ma furono dispersi dalla cavalleria di Lumley. Bloccati nella massa di fuggiaschi che fuggivano dal campo di battaglia, i comandanti francesi e bavaresi sfuggirono per poco alla cattura da parte del generale Cornelius Wood che, ignaro della loro identità, dovette accontentarsi di catturare due tenenti generali bavaresi. Molto più a sud, i resti della brigata di de la Colonie si diressero in direzione opposta, verso la fortezza francese di Namur.
La ritirata si trasformò in una rotta. I singoli comandanti alleati spinsero le loro truppe all'inseguimento, non permettendo al nemico battuto di riprendersi. Ben presto la fanteria alleata non riuscì più a tenere il passo, ma la cavalleria non aveva più il guinzaglio e si dirigeva nella notte verso i valichi del fiume Dyle. Alla fine, però, Marlborough fermò l'inseguimento poco dopo la mezzanotte nei pressi di Meldert, a 19 km dal campo. «Era davvero uno spettacolo scioccante vedere i miseri resti di questo potente esercito», scrisse il capitano Drake, «... ridotto a una manciata».

### Perdite
Il numero totale delle perdite francesi non può essere calcolato con precisione, tanto fu completo il collasso dell'esercito franco-bavarese quel giorno. Marlborough as Military Commander e A Guide to the Battlefields of Europe di David G. Chandler sono coerenti per quanto riguarda le cifre delle perdite francesi, cioè 12 000 morti e feriti più circa 7 000 fatti prigionieri. Anche James Falkner, in Ramillies 1706: Year of Miracles, riporta 12 000 morti e feriti e afferma che «fino a 10 000» furono fatti prigionieri. In Notes on the history of military medicine, Garrison indica che le perdite francesi furono 13 000. In The Collins Encyclopaedia of Military History, Dupuy stima in 8 000 i morti e i feriti di Villeroi, con altri 7 000 catturati. Neil Litten, utilizzando gli archivi francesi, suggerisce 7 000 morti e feriti e 6 000 catturati, con altri 2 000 che scelsero di disertare. Le memorie di John Millner – Compendious Journal (1733) – sono più specifiche e registrano 12 087 morti e feriti dell'esercito di Villeroi, mentre altri 9 729 furono fatti prigionieri. In Marlborough, tuttavia, Correlli Barnett indica un totale di 30 000 vittime: 15 000 morti e feriti e altri 15 000 fatti prigionieri. Trevelyan stima le perdite di Villeroi a 13 000, ma aggiunge che «le sue perdite per diserzione potrebbero aver raddoppiato questo numero». La Colonie omette la cifra delle perdite nelle sue Cronache di un vecchio combattente; ma Saint-Simon nelle sue Memorie riporta 4 000 morti, aggiungendo che «molti altri furono feriti e molte persone importanti furono fatte prigioniere». Voltaire, invece, nella Histoire du siècle du Louis XIV riporta che «i francesi persero lì ventimila uomini».

## Conseguenze

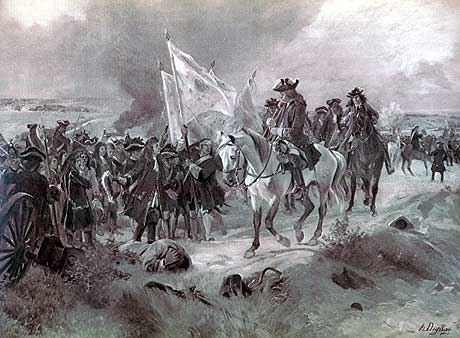
Il Duca di Marlborough riceve gli stendardi catturati a Ramillies, H. Dupray

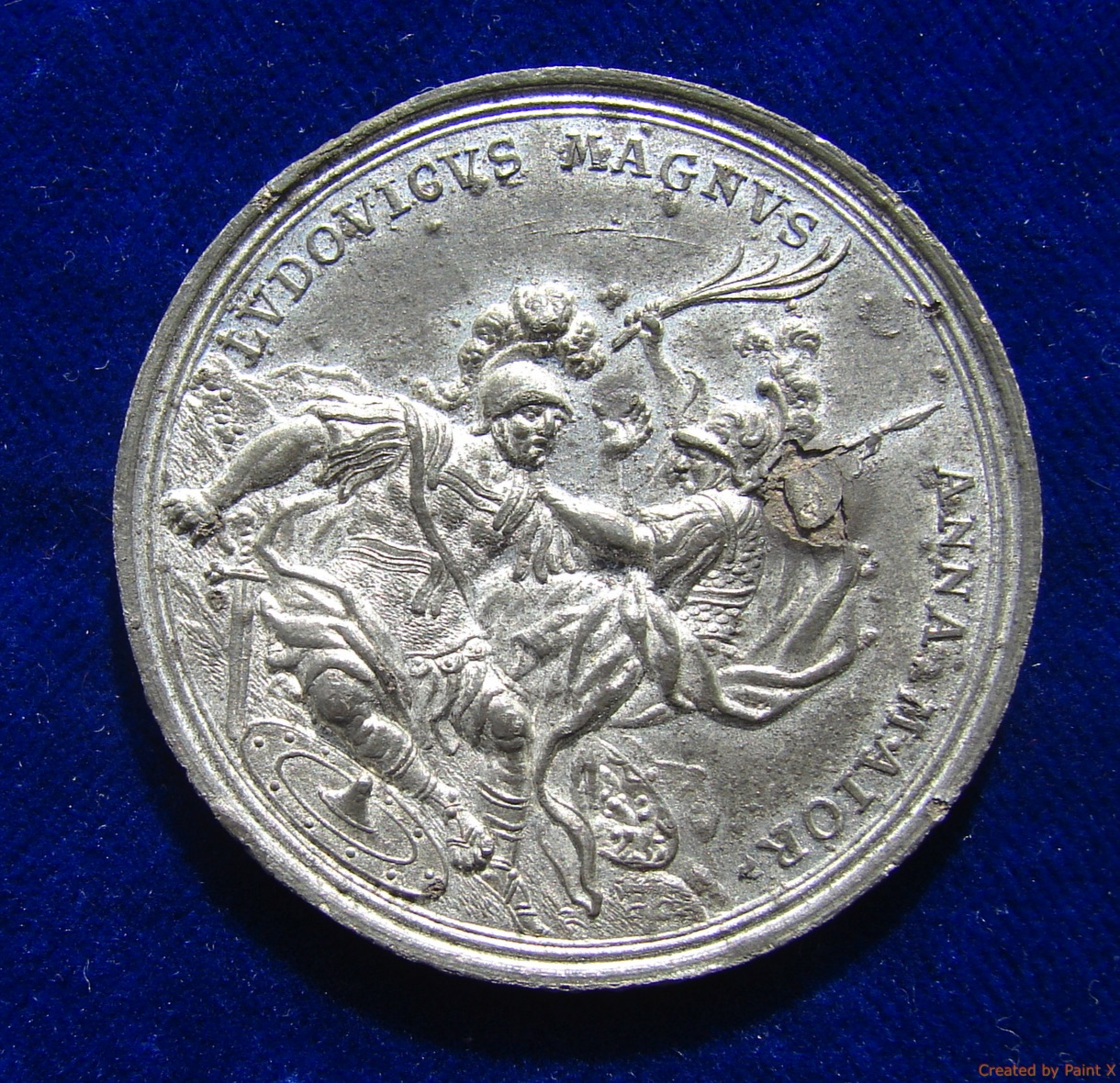
Medaglia tedesca di propaganda bellica del 1706. Il dritto mostra Luigi XIV come guerriero romano che viene sottomesso dalla regina Anna nei panni di Minerva.

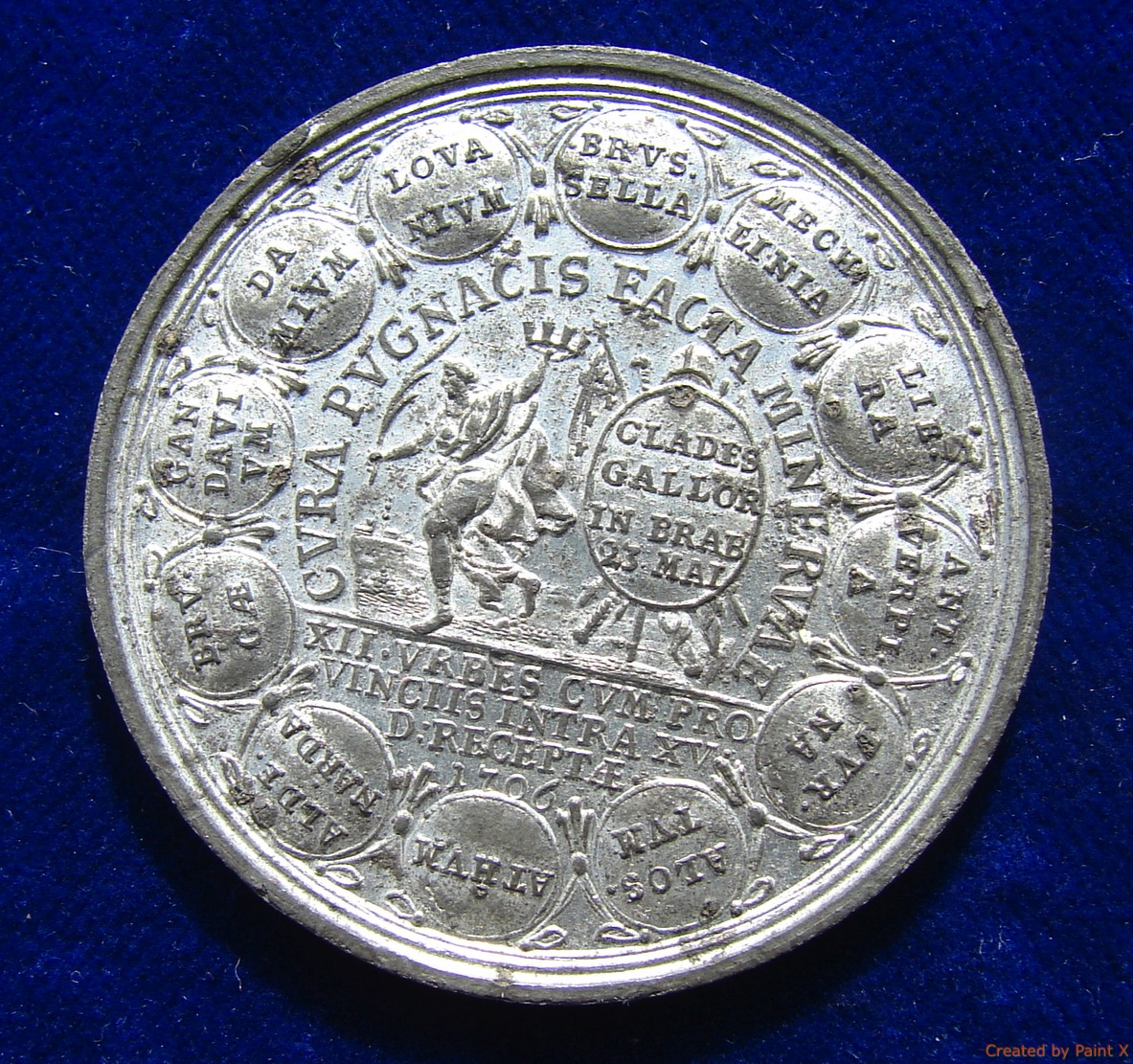
Il rovescio della medaglia mostra la presa di 12 città delle Fiandre dopo la battaglia di Ramillies da parte degli Alleati: Bruxelles, Malines, Lier, Anversa, Veurne, Aalst, Ath, Oudenaarde, Bruges, Gand, Damme, Lovanio.

Ciò che restava dell'esercito di Villeroi era ormai distrutto nello spirito; lo squilibrio delle cifre delle vittime dimostra ampiamente la portata del disastro per l'esercito di Luigi XIV. Inoltre, centinaia di soldati francesi erano fuggiti, molti dei quali non sarebbero mai tornati sotto le armi. Villeroi perse anche 52 pezzi d'artiglieria e l'intero treno di ingegneri. Nelle parole del maresciallo Villars, la sconfitta francese a Ramillies fu «La più vergognosa, umiliante e disastrosa delle rotte».
Città dopo città soccombevano agli Alleati. Il 25 maggio 1706 cadde Lovanio; tre giorni dopo, gli Alleati entrarono a Bruxelles, la capitale dei Paesi Bassi spagnoli. Marlborough si rese conto della grande opportunità creata dalla vittoria anticipata di Ramillies: «Ora abbiamo tutta l'estate davanti a noi», scrisse il Duca da Bruxelles a Robert Harley, «e con la benedizione di Dio ne farò il miglior uso». Malines, Lier, Gand, Aalst, Damme, Oudenaarde, Bruges e il 6 giugno Anversa, caddero in successione sotto i colpi dell'esercito vittorioso di Marlborough e, come Bruxelles, proclamarono il candidato austriaco al trono di Spagna, l'arciduca Carlo, come loro sovrano. Villeroi non riuscì ad arrestare il processo di collasso. Quando Luigi XIV venne a conoscenza del disastro, richiamò il maresciallo Vendôme dall'Italia settentrionale per prendere il comando nelle Fiandre; ma sarebbero passate settimane prima che il comando passasse di mano.

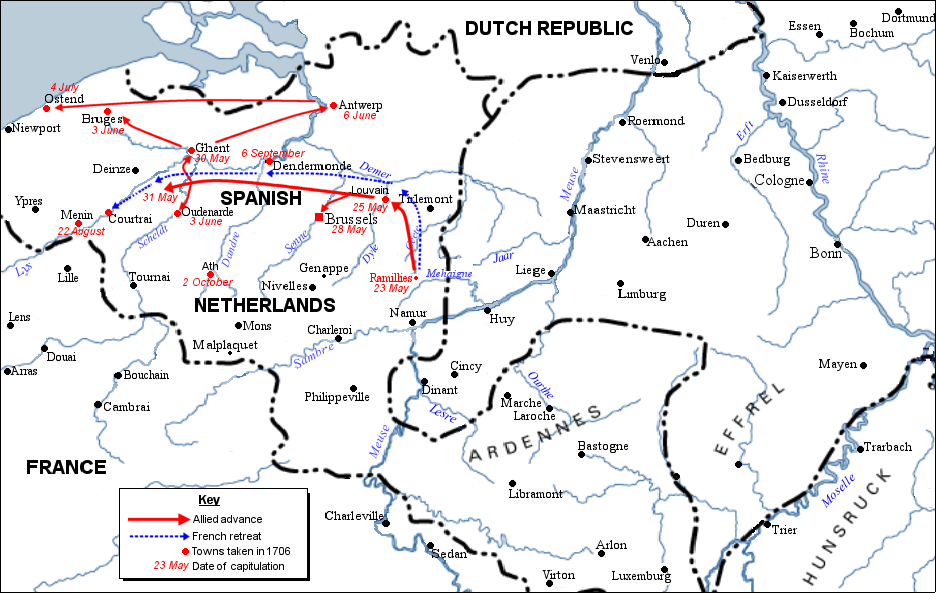
Le conquiste alleate nella campagna di Ramillies del 1706 (le date delle capitolazioni variano leggermente a seconda delle fonti).

Quando si diffuse la notizia del trionfo degli Alleati, i contingenti prussiani, assiani e hannoveriani, a lungo trattenuti dai rispettivi governanti, si unirono con entusiasmo all'inseguimento delle forze francesi e bavaresi in rotta. «Questo», scrisse Marlborough stancamente, «ritengo sia dovuto al nostro recente successo». Nel frattempo, Auverquerque prese il porto di Ostenda il 4 luglio, aprendo così una via diretta al Canale della Manica per le comunicazioni e i rifornimenti, ma gli Alleati stavano facendo scarsi progressi contro Dendermonde il cui governatore, il Marchese di Valée, resisteva ostinatamente. Solo più tardi, quando Cadogan e Churchill andarono a prendere il comando, le difese della città cominciarono a cedere.
Vendôme assunse formalmente il comando nelle Fiandre il 4 agosto; Villeroi non avrebbe mai più ricevuto un comando importante: «Non posso prevedere un giorno felice nella mia vita, se non quello della mia morte». Luigi XIV fu più clemente con il suo vecchio amico: «Alla nostra età, Maresciallo, non dobbiamo più aspettarci la buona sorte». Nel frattempo, Marlborough investì l'elaborata fortezza di Menin che, dopo un costoso assedio, capitolò il 22 agosto. Dendermonde cedette infine il 6 settembre, seguita da Ath – l'ultima conquista del 1706 – il 2 ottobre. Quando Marlborough ebbe concluso la campagna delle Ramillies, aveva negato ai francesi la maggior parte dei Paesi Bassi spagnoli a ovest della Mosa e a nord della Sambre: si trattò di un trionfo operativo insuperabile per il Duca inglese, ma ancora una volta non fu decisivo, poiché queste conquiste non sconfissero la Francia.
La questione immediata per gli Alleati era come trattare i Paesi Bassi spagnoli, un argomento su cui le posizioni degli austriaci e degli olandesi erano diametralmente opposte. L'imperatore Giuseppe I, agendo per conto del fratello minore re «Carlo III», assente dalla Spagna, sostenne che il Brabante e le Fiandre riconquistate dovessero essere messe immediatamente sotto il possesso di un governatore da lui stesso nominato. Gli olandesi, invece, che avevano fornito la maggior parte delle truppe e del denaro per assicurare la vittoria (gli austriaci non avevano prodotto nulla di tutto ciò), pretendevano il governo della regione fino alla fine della guerra e che, dopo la pace, avrebbero dovuto continuare a presidiare fortezze-barriera più forti di quelle che erano cadute così facilmente alle forze di Luigi XIV nel 1701. Marlborough fece da mediatore tra le due parti, ma favorì la posizione olandese. Per influenzare l'opinione del Duca, l'Imperatore offrì a Marlborough il governatorato dei Paesi Bassi spagnoli. Era un'offerta allettante, ma in nome dell'unità degli Alleati, fu rifiutata. Gli olandesi si aspettavano che i belgi contribuissero alle spese di guerra e al mantenimento delle guarnigioni. In seguito, le difficoltà dei belgi portarono a gravi contraccolpi militari quando, nel 1708, Bruges e Gand passarono al nemico.
Nel frattempo, sull'Alto Reno, Villars era stato costretto sulla difensiva, poiché battaglioni su battaglioni erano stati inviati a nord per rinforzare le forze francesi sul punto di crollare nelle Fiandre; ora non c'era alcuna possibilità di intraprendere la riconquista di Landau. Altre buone notizie per gli Alleati arrivarono dall'Italia settentrionale dove, il 7 settembre, il Principe Eugenio aveva sbaragliato un esercito francese davanti alla capitale del Piemonte, nell'assedio di Torino, scacciando le forze franco-spagnole dal nord Italia. Solo dalla Spagna Luigi XIV ricevette buone notizie: Das Minas e Galway erano stati costretti a ritirarsi da Madrid verso Valenza, permettendo a Filippo V di rientrare nella sua capitale il 4 ottobre. Nel complesso, però, la situazione era notevolmente cambiata e Luigi XIV iniziò a cercare un modo per porre fine a quella che stava rapidamente diventando una guerra rovinosa per la Francia. Anche per la regina Anna la campagna di Ramillies ebbe un significato fondamentale: «Ora abbiamo, grazie a Dio, una prospettiva di pace così promettente». Invece di continuare lo slancio della vittoria, tuttavia, le crepe nell'unità alleata avrebbero permesso a Luigi XIV di ribaltare alcuni dei principali insuccessi subiti a Torino e Ramillies.

### Fonti primarie
- Jean Martin de La Colonie, The Chronicles of an Old Campaigner, trad W. C. Horsley, 1904.
- Goslinga, S. van (1857) Mémoires relatifs à la Guerre de succession de 1706–1709 et 1711, de Sicco van Goslinga, publiés par mm. U. A. Evertsz et G. H. M. Delprat, au nom de la Société d’histoire, d’archéologie et de linquistique de Frise, (pubblicato da G.T.N. Suringar, 1857)
- Saint-Simon. Memoirs, vol i. Prion Books Ltd., (1999). ISBN 1-85375-352-1

### Secondary
- Correlli Barnett, Marlborough, Wordsworth Editions Limited, 1999, ISBN 1-84022-200-X.
- David G. Chandler, A Guide to the Battlefields of Europe, Wordsworth Editions Limited, 1998, ISBN 1-85326-694-9.
- David G. Chandler, Marlborough as Military Commander, Spellmount Ltd, 2003, ISBN 1-86227-195-X.
- James Falkner, Ramillies 1706: Year of Miracles, Pen & Sword Books Ltd, 2006, ISBN 1-84415-379-7.
- James Gregg, Queen Anne, Yale University Press, 2001, ISBN 0-300-09024-2.
- John A. Lynn, The Wars of Louis XIV, 1667–1714, Longman, 1999, ISBN 0-582-05629-2.
- M. McNally, Ramillies 1706: Marlborough's tactical masterpiece, Osprey, 2014, ISBN 978-1-78200-822-4.
- Trevor N. Dupuy e R. Ernest Dupuy, The Collins Encyclopaedia of Military History 4th ed., HarperCollins Publishers, 1993, ISBN 0-06-270056-1.
- George Macaulay Trevelyan, England Under Queen Anne: Ramillies and the Union with Scotland, Longmans, Green and co., 1932.
- F.H. Garrison, Notes on the history of military medicine, Legare Street Press, 1970, ISBN 978-1397937636.
- R. G. Grant, 1001 Battles That Changed the Course of History, Chartwell Books, 2017, ISBN 978-0785835530.